# 14141 Demeautis
14141 Demeautis este un asteroid din centura principală de asteroizi.

## Descriere
14141 Demeautis este un asteroid din centura principală de asteroizi. A fost descoperit pe 16 septembrie 1998 la Caussols, în cadrul proiectului ODAS. Asteroidul prezintă o orbită caracterizată de o semiaxă mare de 2,32 ua, o excentricitate de 0,20 și o înclinație de 4,6° în raport cu ecliptica.